# Битва при Фулфорді
Битва при Фулфорді — відбулася біля селища Фулфорд поблизу Йорка 20 вересня 1066 року, коли король Норвегії Гаральд ІІІ та його англійський союзник Тостіг Годвінсон завдали поразки військам лордів північної Англії братів Едвіна та Моркара. Тостіг був рідним братом короля Англії Гарольда, з яким відкрито ворогував після конфлікту, що відбувся за рік до того навколо повстання в Нортумбрії, графом якої Тостіг був на той час. У боротьбі проти короля Гарольда, Тостіг об'єднався з претендентом на англійську корону Гаральдом та, можливо, мав стосунки з іншим претендентом, Вільгельмом Завойовником.
Битва при Фулфорді не призвела до повної перемоги чи поразки жодної з сторін, але вона мала значний вплив на події осені 1066 року в Англії. Втрати англійців не були приголомшливими, норвежці також зберегли значні сили, з якими й готувались атакувати Йорк. Втім, подальша поразка норвежців у битві при Стемфорд Брідж поклала край їхнім зазіханням. При цьому вважається малоймовірним, щоб втрати, що їх зазнали обидві сторони у битві при Фулфорді, мали скільки-небудь значний вплив на подальші події.
Тим не менше, саме поразка англійців у цій битві змусила короля Гарольда Годвінсона передчасно зібрати свої основні сили на півночі, що в свою чергу мало неабиякий негативний вплив на стан його війська у битві при Гастінгсі. Таким чином, якби битва при Фулфорді закінчилась іншим результатом (що малоймовірно, з огляду на нерівність сил сторін), це, скоріш за все, повністю змінило би перебіг подальшої історії Англії.